# 黑森-卡塞爾的路易絲
黑森-卡塞尔的露易丝·威廉明妮·费德莉卡·卡罗琳·奥古丝特·茱莉（德語：Luise Wilhelmine Friederike Caroline Auguste Julie von Hessen-Kassel，1817年9月7日—1898年9月29日）是丹麦王后和黑森选侯国公主。她的丈夫是丹麦国王克里斯蒂安九世。
露易絲的父親威廉王子是黑森-卡塞爾王子，母親夏洛特公主是丹麥國王克里斯蒂安八世的妹妹，弟弟黑森-卡塞爾的腓特烈·威廉於1875年成為黑森-卡塞尔伯国家族首領。

## 婚姻
1842年，她在阿马林堡宫和克里斯蒂安结婚。两人的感情很好，露易丝先后诞下六名孩子。她的女兒们分别嫁到英国(丹麥的亞歷山德拉)、俄罗斯(丹麥的達格瑪)和汉諾瓦(丹麥的提拉公主)的王室，一名儿子(乔治一世)則成为了希腊国王。